# Cork (thành phố)
Cork (/kɔːrk/; tiếng Ireland: Corcaigh, phát âm [ˈkoɾkɪɟ], từ corcach, nghĩa "đầm lầy") là một thành phố ở vùng tây nam Ireland, thuộc tỉnh Munster, có dân số 125.657 người năm 2016. Đây là thành phố lớn thứ ba trên đảo Ireland, sau Dublin và Belfast, tức lớn thứ nhì Cộng hòa Ireland.
Thành phố nằm trên sông Lee. Con sông này chia thành hai nhánh ở rìa tây, biến khu vực trung tâm thành phố thành một hòn đảo. Hai dòng này hợp lưu lại ở mạn đông thành phố, nơi có những bến tàu hướng về Lough Mahon và cảng Cork, tạo nên một trong những hải cảng tự nhiên rộng nhất theo diện tích tàu bè đi được.
Thành phố Cork từng một thời nằm hoàn toàn trong tường thành. Vết tích của đô thị trung cổ này vẫn còn quanh đường South Main và đường North Main.

## Khí hậu
Khí hậu tại Cork giống phần còn lại của Ireland, mang khí hậu hải dương dịu, lượng mưa dồi dào và ít khi trời quá nóng hay quá lạnh. Met Éireann có một trạm khí tượng ở sân bay Cork, cách thành phố vài kilomet về phía nam. Chú ý rằng trạm khí tượng này nằm ở 151 mét (495 ft), và nhiệt độ có thể lệch vài độ từ sân bay đến thành phố. Cũng có trạm khí tượng nhỏ hơn ở UCC và đồ Clover. Thành phố Cork đôi khi chịu lũ lụt.
| Dữ liệu khí hậu của Cork Airport (1981–2010, extremes 1961–present) | Dữ liệu khí hậu của Cork Airport (1981–2010, extremes 1961–present) | Dữ liệu khí hậu của Cork Airport (1981–2010, extremes 1961–present) | Dữ liệu khí hậu của Cork Airport (1981–2010, extremes 1961–present) | Dữ liệu khí hậu của Cork Airport (1981–2010, extremes 1961–present) | Dữ liệu khí hậu của Cork Airport (1981–2010, extremes 1961–present) | Dữ liệu khí hậu của Cork Airport (1981–2010, extremes 1961–present) | Dữ liệu khí hậu của Cork Airport (1981–2010, extremes 1961–present) | Dữ liệu khí hậu của Cork Airport (1981–2010, extremes 1961–present) | Dữ liệu khí hậu của Cork Airport (1981–2010, extremes 1961–present) | Dữ liệu khí hậu của Cork Airport (1981–2010, extremes 1961–present) | Dữ liệu khí hậu của Cork Airport (1981–2010, extremes 1961–present) | Dữ liệu khí hậu của Cork Airport (1981–2010, extremes 1961–present) | Dữ liệu khí hậu của Cork Airport (1981–2010, extremes 1961–present) |
| Tháng                                                               | 1                                                                   | 2                                                                   | 3                                                                   | 4                                                                   | 5                                                                   | 6                                                                   | 7                                                                   | 8                                                                   | 9                                                                   | 10                                                                  | 11                                                                  | 12                                                                  | Năm                                                                 |
| ------------------------------------------------------------------- | ------------------------------------------------------------------- | ------------------------------------------------------------------- | ------------------------------------------------------------------- | ------------------------------------------------------------------- | ------------------------------------------------------------------- | ------------------------------------------------------------------- | ------------------------------------------------------------------- | ------------------------------------------------------------------- | ------------------------------------------------------------------- | ------------------------------------------------------------------- | ------------------------------------------------------------------- | ------------------------------------------------------------------- | ------------------------------------------------------------------- |
| Cao kỉ lục °C (°F)                                                  | 16.1 (61.0)                                                         | 14.0 (57.2)                                                         | 15.7 (60.3)                                                         | 21.2 (70.2)                                                         | 23.6 (74.5)                                                         | 27.5 (81.5)                                                         | 28.7 (83.7)                                                         | 28.0 (82.4)                                                         | 24.7 (76.5)                                                         | 21.4 (70.5)                                                         | 16.2 (61.2)                                                         | 13.8 (56.8)                                                         | 28.7 (83.7)                                                         |
| Trung bình ngày tối đa °C (°F)                                      | 8.2 (46.8)                                                          | 8.3 (46.9)                                                          | 9.9 (49.8)                                                          | 11.8 (53.2)                                                         | 14.4 (57.9)                                                         | 17.0 (62.6)                                                         | 18.7 (65.7)                                                         | 18.5 (65.3)                                                         | 16.5 (61.7)                                                         | 13.2 (55.8)                                                         | 10.3 (50.5)                                                         | 8.5 (47.3)                                                          | 12.9 (55.2)                                                         |
| Trung bình ngày °C (°F)                                             | 5.6 (42.1)                                                          | 5.7 (42.3)                                                          | 6.9 (44.4)                                                          | 8.4 (47.1)                                                          | 10.9 (51.6)                                                         | 13.5 (56.3)                                                         | 15.3 (59.5)                                                         | 15.2 (59.4)                                                         | 13.3 (55.9)                                                         | 10.5 (50.9)                                                         | 7.8 (46.0)                                                          | 6.1 (43.0)                                                          | 9.9 (49.8)                                                          |
| Tối thiểu trung bình ngày °C (°F)                                   | 3.0 (37.4)                                                          | 3.1 (37.6)                                                          | 4.0 (39.2)                                                          | 4.9 (40.8)                                                          | 7.4 (45.3)                                                          | 10.0 (50.0)                                                         | 11.8 (53.2)                                                         | 11.8 (53.2)                                                         | 10.2 (50.4)                                                         | 7.7 (45.9)                                                          | 5.2 (41.4)                                                          | 3.7 (38.7)                                                          | 6.9 (44.4)                                                          |
| Thấp kỉ lục °C (°F)                                                 | −8.5 (16.7)                                                         | −8.6 (16.5)                                                         | −6.1 (21.0)                                                         | −2.4 (27.7)                                                         | −0.9 (30.4)                                                         | 2.4 (36.3)                                                          | 4.8 (40.6)                                                          | 4.9 (40.8)                                                          | 2.3 (36.1)                                                          | −0.4 (31.3)                                                         | −3.3 (26.1)                                                         | −7.2 (19.0)                                                         | −8.6 (16.5)                                                         |
| Lượng Giáng thủy trung bình mm (inches)                             | 131.4 (5.17)                                                        | 97.8 (3.85)                                                         | 97.6 (3.84)                                                         | 76.5 (3.01)                                                         | 82.3 (3.24)                                                         | 80.9 (3.19)                                                         | 78.8 (3.10)                                                         | 96.8 (3.81)                                                         | 94.6 (3.72)                                                         | 138.2 (5.44)                                                        | 120.0 (4.72)                                                        | 133.1 (5.24)                                                        | 1.227,9 (48.34)                                                     |
| Số ngày giáng thủy trung bình (≥ 1 mm)                              | 16                                                                  | 13                                                                  | 14                                                                  | 11                                                                  | 12                                                                  | 10                                                                  | 10                                                                  | 11                                                                  | 11                                                                  | 15                                                                  | 14                                                                  | 15                                                                  | 152                                                                 |
| Số ngày tuyết rơi trung bình                                        | 3.1                                                                 | 3.1                                                                 | 2.0                                                                 | 0.7                                                                 | 0.0                                                                 | 0.0                                                                 | 0.0                                                                 | 0.0                                                                 | 0.0                                                                 | 0.0                                                                 | 0.3                                                                 | 2.2                                                                 | 11.3                                                                |
| Độ ẩm tương đối trung bình (%) (at 15:00 LST)                       | 83.7                                                                | 78.9                                                                | 75.5                                                                | 71.3                                                                | 70.9                                                                | 71.5                                                                | 72.9                                                                | 72.8                                                                | 75.4                                                                | 80.4                                                                | 83.4                                                                | 85.4                                                                | 76.8                                                                |
| Số giờ nắng trung bình tháng                                        | 55.8                                                                | 67.8                                                                | 102.3                                                               | 159.0                                                               | 192.2                                                               | 174.0                                                               | 167.4                                                               | 161.2                                                               | 129.0                                                               | 93.0                                                                | 69.0                                                                | 52.7                                                                | 1.423,4                                                             |
| Nguồn: Met Éireann                                                  |                                                                     |                                                                     |                                                                     |                                                                     |                                                                     |                                                                     |                                                                     |                                                                     |                                                                     |                                                                     |                                                                     |                                                                     |                                                                     |